# Niamh Bhreathnach
Niamh Síle Bhreathnach (1er juin 1945 - 6 février 2023) est une femme politique du Parti travailliste irlandais qui est ministre de l'Éducation de 1993 à 1994 et de 1994 à 1997.
Elle est Teachta Dála (TD) pour la circonscription de Dún Laoghaire de 1992 à 1997. Elle est sénatrice de juin à juillet 1997, après avoir été nommée par le Taoiseach.

## Biographie
Niamh Síle Bhreathnach est née à Loughlinstown, Dublin, le 1er juin 1945. Elle est la fille de Breandán Breathnach, fonctionnaire et collecteur de musique traditionnelle. Elle fait ses études au Collège dominicain de Sion Hill et au Froebel College of Education de Dublin, où elle se qualifie comme enseignante de rattrapage.
Bhreathnach se présente aux élections pour la première fois en 1985, dans la zone électorale locale de Blackrock aux élections du conseil du comté de Dublin en 1985. Elle est présidente du Parti travailliste de 1990 à 1993. Elle est élue pour la première fois au conseil du comté de Dublin lors des élections de 1991.
Bhreathnach est élue députée pour Dún Laoghaire aux élections générales de 1992, servant jusqu'à sa défaite aux élections générales de 1997. En janvier 1993, elle est nommée ministre de l'Éducation dans le gouvernement de coalition Fianna Fáil-Parti travailliste, jusqu'à ce que les travaillistes quittent le gouvernement en novembre 1994. Elle est nommée au même poste en décembre 1994 au sein de la Rainbow Coalition, jusqu'en juin 1997.
Durant son mandat de ministre, le premier livre blanc sur l'éducation est publié, les frais de scolarité pour les établissements de troisième niveau sont supprimés et les collèges techniques régionaux sont transformés en instituts de technologie. Elle crée également des postes d'enseignant supplémentaires pour les écoles défavorisées. Elle introduit la Loi sur l'Université de 1997, qui rend les universités responsables de l'argent public qu'elles reçoivent.
Après avoir perdu son siège au Dáil en 1997, Bhreathnach est nommée par le Taoiseach sortant, John Bruton, pour les derniers jours du 20e Seanad,. Elle souhaite se représenter pour le Parti travailliste pour les élections au 21e Seanad, et il y a une certaine surprise qu'elle ne fasse pas partie des cinq candidats désignés par le parti.
Bhreathnach se présente à nouveau au Dáil aux élections générales de 2002, mais ne retrouve pas son siège et ne se présente pas aux élections générales de 2007. Elle est membre du conseil du comté de Dún Laoghaire-Rathdown pour la zone électorale locale de Blackrock de 2004 à 2014.
Bhreanthnacht est mariée à Tom Ferris, avec qui elle a deux enfants. Elle est décédée à Blackrock, Dublin, le 6 février 2023, à 77 ans.